# Uncle Josh's Nightmare
Uncle Josh's Nightmare je americký němý film z roku 1900. Režisérem je Edwin S. Porter (1870–1941). Film trvá zhruba dvě minuty. Stýček Josh se stal první franšízovou postavou v historii kinematografie. Ve všech filmech ho ztvárnil Charles Manley (1830–1916), který pracoval jako herec ve Fordově divadle, když byl zavražděn americký prezident Abraham Lincoln.

## Děj
Strýček Josh jde spát a sní o tom, jak si z něho ďábel dělá legraci. Josh se ho snaží za každou cenu zbavit, ale ďabel si s ním neustále pohrává. Postupně nechá mnoho věcí včetně postele z jeho pokoje zmizet, čímž Joshe přivádí k šílenství. Na konci jsou všechny věci zpět a strýček Josh dochází k závěru, že šlo jen o noční můru.

## Chronologie filmové série
- 1900: Uncle Josh’s Nightmare
- 1900: Uncle Josh in a Spooky Hotel
- 1902: Uncle Josh at the Moving Picture Show
- 1920: Uncle Josh buys a Car (rozhlasová hra)